# Sculptolobus zoui
Sculptolobus zoui is een insect dat behoort tot de orde vliesvleugeligen (Hymenoptera) en de familie van de schildwespen (Braconidae). De wetenschappelijke naam van de soort werd voor het eerst geldig gepubliceerd door Yang, van Achterberg & Chen in 2008.